# Braden Smith
Braden Smith (geboren am 25. März 1996 in Olathe, Kansas) ist ein US-amerikanischer American-Football-Spieler auf der Position des  Offensive Tackles. Er spielte College Football für die Auburn University und steht seit 2018 bei den Indianapolis Colts in der National Football League (NFL) unter Vertrag.

## College
Smith besuchte die Olathe South High School in seiner Heimatstadt Olathe, Kansas und spielte dort Football als Offensive Lineman und als Defensive Lineman. Ab 2014 ging er auf die Auburn University, um College Football für die Auburn Tigers zu spielen. Nach einer Saison als Ergänzungsspieler war Smith ab 2015 drei Jahre lang Stammspieler für Auburn, meist auf der Position des Right Guards. Er wurde 2016 und 2017 in das All-Star-Team der Southeastern Conference (SEC) sowie 2017 von Associated Press zum All-American gewählt. Insgesamt kam Smith in 53 Spielen für die Auburn Tigers zum Einsatz, davon 41-mal als Starter.

## NFL
Smith wurde im NFL Draft 2018 in der zweiten Runde an 37. Stelle von den Indianapolis Colts ausgewählt. Obwohl er am College als Guard gespielt hatte, setzten die Colts ihn wegen verletzungsbedingten Ausfällen in der Saisonvorbereitung auch als rechten Tackle ein. Nachdem er in den ersten vier Spielen der Saison zu vereinzelten Einsätzen gekommen war, war Smith ab dem fünften Spieltag der Starter der Colts auf der Position des Right Tackles. Seitdem ist er Stammspieler. In der Saison 2020 verschuldete Smith keinen Sack.
Am 28. Juli unterschrieb er eine Vertragsverlängerung über vier Jahre mit einem Volumen von 70 Millionen US-Dollar, davon waren 42 Millionen US-Dollar garantiert. Verletzungsbedingt verpasste Smith 2021 sechs Partien. In der Saison 2023 fiel er für sieben Spiele aus.